# Гематофаги
Гематофа́ги (от др.-греч. αἷμα — «кровь» + φάγος — «пожиратель»), кровосо́сы — животные, питающиеся кровью других животных и человека. Гематофаги могут быть переносчиками некоторых патогенных агентов. Гематофа́гия — одна из самых распространённых форм паразитизма.

## Протисты
Из протистов к гематофагам относят трофозоиты дизентерийной амёбы и некоторых других паразитических протистов с фагоцитированием эритроцитов.

## Кольчатые черви
Среди кольчатых червей гематофагами являются многие виды пиявок. Они питаются кровью позвоночных, моллюсков, червей и т. д. В их кишечнике кровь переваривается медленно, и поэтому, насосавшись, пиявки могут долго оставаться без пищи. Медицинская пиявка является самым известным гематофагом, и применяется для гирудотерапии. 

## Нематоды
Гематофагами также являются паразитические представители типа нематоды, в частности виды из семейства Ancylostomatidae, например Ancylostoma duodenale и Necator americanus. У больных анкилостомидозами, даже при умеренной интенсивности инвазии, закономерно развивается железодефицитная анемия, связанная с гематофагией возбудителя.

## Членистоногие

### Ракообразные
Среди представителей подтипа ракообразных гематофагия встречается у карпоедов (Branchiura), являющихся эктопаразитами морских и пресноводных рыб, реже земноводных. Их нельзя считать постоянными паразитами, так как, насытившись, карпоеды оставляют рыбу.

### Паукообразные
Среди паукообразных гематофагия свойственна многим клещам (гамазовые клещи, иксодовые клещи и др.).
Из пауков тяга к крови замечена у вида Evarcha culicivora, который предпочитает кормиться насытившимися кровью насекомыми-гематофагами.

### Насекомые
Среди насекомых гематофагия встречается у двукрылых, клопов, блох, вшей.
У клопов она возникла на базе хищничества — энтомофагии предковых форм, у двукрылых — на базе сапрофагии (копрофаги). Гематофагия вшей восходит к первичной сапрофагии (кератофагия), а развитие гематофагии блох базировалось, вероятней всего, на исходном смешанном типе питания предковых форм — хищничестве и сапрофагии.
Среди двукрылых — семейство Culicidae (самки комаров), Nematocera, Brachycera и Orthorrhapha, слепни (самки большинства видов пьют кровь теплокровных животных: млекопитающих и птиц), мошки (Simulidae). Среди клопов гематофагия встречается среди представителей семейства Постельные клопы, а также у ряда тропических видов из семейства Хищнецы, которые питаются насекомыми и кровью теплокровных животных и человека (представляют как бы переход от хищников к паразитам).
Как исключение для отряда чешуекрылых, для имаго некоторых тропических видов бабочек из рода Calyptra в составе семейства совки, известно питание кровью и слёзной жидкостью млекопитающих. Например, Calyptra eustrigata, обитающая на территории от Индии до Малайзии; и Calyptra thalictri, Calyptra lata. Самцы питаются слёзной жидкостью и кровью крупных животных. У этих видов кончик хоботка сильно склеротизован и модифицирован для прокалывания кожи млекопитающих и питания кровью.

## Позвоночные

### Рыбы
Гематофагами являются немногие известные виды рыб, к которым относятся и так называемые «паразитические сомики» — ванделлиевые сомики из подсемейства ванделлиины (Vandelliinae), семейства пигидиевых (Trichomycteridae), отряда сомообразных (Siluriformes). Одни из них пробуравливают кожу рыб и других животных, высасывая кровь из мягких тканей, другие — питаются кровью, добываемой в жаберной полости других рыб. Насчитывается девять видов примерно в четырёх родах: Paracanthopoma (1 вид), Paravandellia (2 вида), Plectrochilus (3 вида), Vandellia (3 вида). Три вида обитающих в Бразилии ванделлий, в том числе обычная ванделлия, или усатая ванделлия (Vandellia cirrhosa), печально известных под именем «кандиру», могут по ошибке забираться в мочеиспускательный канал позвоночного, ориентируясь на запах аммиака (который также выделяется из жабр рыб в процессе дыхания), с серьёзными последствиями как для жертвы, так и для самой рыбы.

### Птицы
Из птиц кровью питаются виды, являющиеся или являвшиеся животными-чистильщиками. Буйволовые скворцы, например, предпочитают клещей, насытившихся кровью. Остроклювый земляной вьюрок (Geospiza difficilis), живущий на Галапагосах, проклёвывает основания маховых перьев гнездящихся на островах морских птиц и пьёт вытекающую из ранок кровь.

### Млекопитающие
Среди млекопитающих гематофагия встречается у подсемейства вампировых летучих мышей. К ним относятся три вида: обыкновенный вампир, десмод (Desmodus rotundus), белокрылый вампир (Diaemus youngi), мохноногий вампир (Diphylla ecaudata). Все они распространены в Центральной и Южной Америке от Мексики до северной Аргентины.
Другие летучие мыши, носящие название «вампиров» (Vampyrum spectrum, Vampyressa, Vampyrodes), к гематофагии отношения не имеют, питаясь либо мелкими позвоночными (Vampyrum spectrum), либо плодами и насекомыми.
Это единственные настоящие паразиты среди млекопитающих. Питаются вампировые исключительно свежей кровью млекопитающих (Desmodus rotundus) и птиц (Diaemus youngi и Diphylla ecaudata); изредка нападают на спящих людей.
Пищеварительная система вампировых летучих мышей приспособлена к гематофагии — у них очень короткий пищевод, а желудок снабжён большим кишкообразным выростом.
Обычно ранка от укуса бывает 5–10 мм длиной и 1–5 мм глубиной. К выступившей капле крови вампир прикладывает нижнюю сторону языка. При этом боковые стороны языка заворачиваются вниз, создавая трубку, как бы продолжающую глубокую бороздку, которая проходит посредине нижней губы вампира. Медленными движениями языка вперёд и назад достигается вакуум в ротовой полости, заставляющий кровь течь вверх.
Также кровь в виде жидкости могут употреблять в пищу и другие хищники. Так, солонгой, зверёк из рода Mustela семейства куньих, как и многие другие представители семейства, нередко добывает больше пищи (преимущественно мышевидных грызунов), чем в состоянии съесть. Поэтому при избытке пищи солонгой может пить кровь добычи (а также употреблять в пищу мозги).
Известны случаи употребления крови в пищу и человеком. В частности, некоторые мясные блюда подаются с кровью забитого животного. Некоторые серийные убийцы, в числе мотивов которых присутствует и каннибализм, людоедство, могут в том числе пить кровь своих жертв.